# Liběna
Liběna je české ženské křestní jméno slovanského původu, jehož význam je „libá, milá, přívětivá a příjemná“. Stejně jako němčině Liebe (v 11. století lioba) – láska, související s latinským slovem libido – touha.
Domácí podoby: Líba, Liběn(ka), Libuška ap.

Cizojazyčné varianty: patrně Ljubov, Ljubina, Ljubica 

Etymologicky příbuzné jméno: Luboslava, Liboslava, Libuše a Ljuba.
Podle českého kalendáře má Liběna svátek (jmeniny) 6. listopadu.
Užíváno poměrně řídce.

## Statistické údaje
Následující tabulka uvádí četnost jména v ČR a pořadí mezi ženskými jmény ve srovnání dvou roků, pro které jsou dostupné údaje MV ČR – lze z ní tedy vysledovat trend v užívání tohoto jména:
| Rok       | Četnost  | Pořadí   |
| 1999      | 646      | 265.     |
| 2002      | 643      | 266.     |
| Porovnání | o 3 méně | o 1 hůře |

Změna procentního zastoupení tohoto jména mezi žijícími ženami v ČR (tj. procentní změna se započítáním celkového úbytku žen v ČR za sledované tři roky) je +0,3%.

## Slavné osobnosti
- Liběna Rochová (̈* 1951)– česká módní návrhářka
- Liběna Séquardtová – česká hobojistka